# Willy Kanis

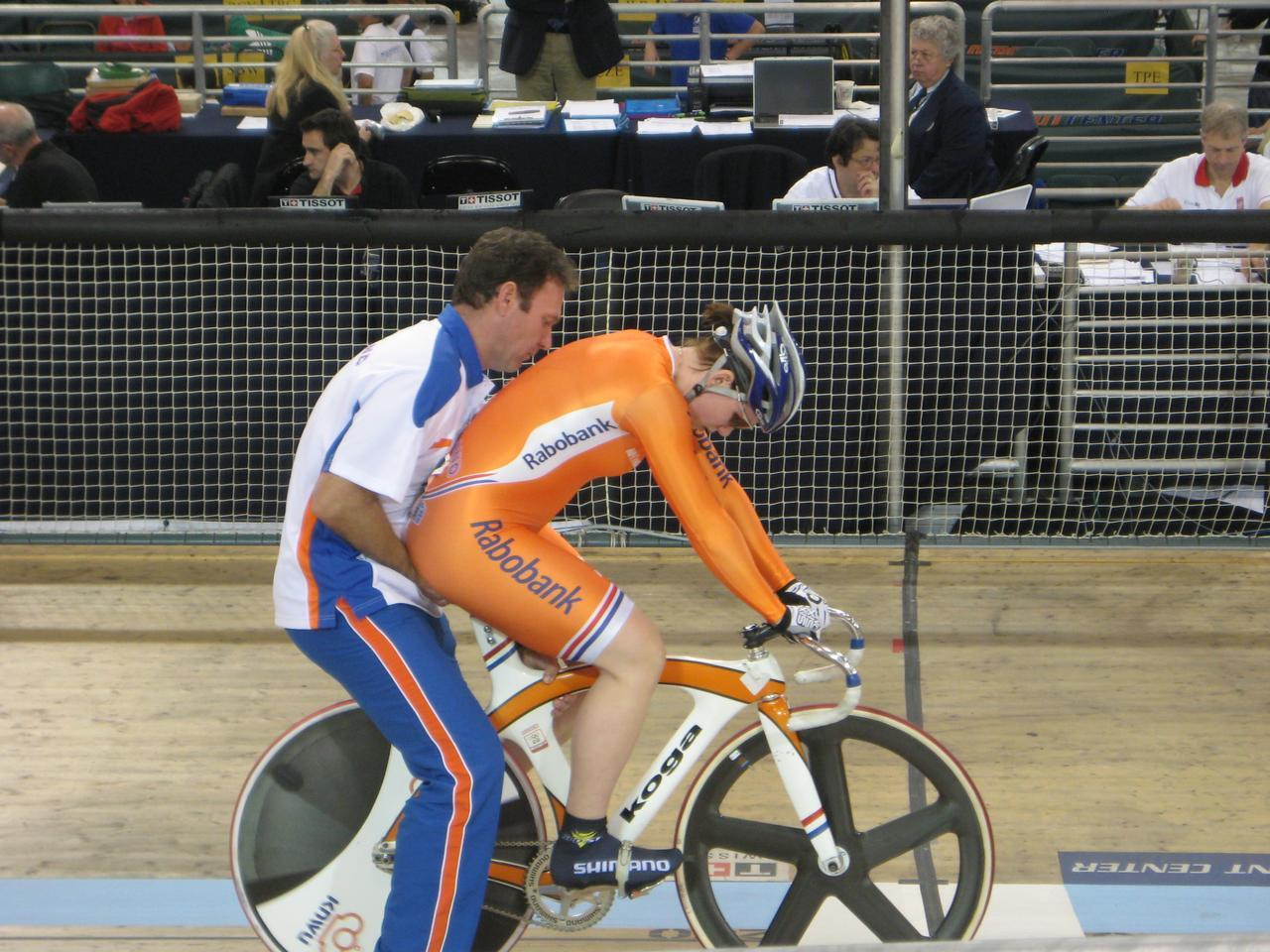
Willy Kanis beim Bahnrad-Weltcup 2008 in Los Angeles, mit dem damaligen niederländischen Nationalcoach Peter Pieters

Willy Kanis (* 27. Juli  1984 in Kampen) ist eine ehemalige niederländische Radsportlerin und Bobfahrerin. Sie war eine der dominierenden Bahnradsportlerinnen ihres Landes im Kurzzeitbereich in den 2000er und zu Beginn der 2010er Jahre.

## Radsport-Laufbahn
Willy Kanis begann mit dem Radrennsport auf dem BMX-Rad, da auch ihr Bruder in diesem Sport aktiv war. Der niederländische Radsportverband überzeugte sie, ihr Talent auch auf der Bahn einzusetzen. Sowohl 2005 wie auch 2006 wurde sie BMX-Weltmeisterin. „Im Sommer fahre ich BMX, im Winter auf der Bahn“, erläutert sie selbst ihre Prioritäten.
Kanis wurde vielfache Niederländische Meisterin in den Bahn-Kurzzeitdisziplinen Keirin, Sprint sowie Einerverfolgung und gelangte gemeinsam mit Yvonne Hijgenaar im Teamsprint bei mehreren Bahnrad-Weltcups auf das Podest. Bei der Bahn-WM 2007 wurden sie und Hijgenaar in Palma de Mallorca Vize-Weltmeisterinnen im Teamsprint. Zwei Jahre später, bei den  UCI-Bahn-Weltmeisterschaften 2009 in Pruszków, belegte Willy Kanis Platz zwei im Sprint und Platz drei im Keirin.  Bis 2012 errang Willy Kanis elf nationale Titel in den Kurzzeitdisziplinen auf der Bahn.
Zweimal – 2008 und 2012 – startete Kanis bei Olympischen Spielen. Ihre beste Platzierung war Rang vier im Sprint bei den Spielen 2008. Bei den Spielen in London stellte sie gemeinsam mit Hijgenaar einen neuen niederländischen Rekord im Teamsprint auf (33,090 Sekunden) auf; das Duo belegte Platz fünf. Nach den Olympischen Spielen 2012 beendete sie ihre Radsport-Laufbahn.

## Umstieg auf den Bob und Karriereende
Zur Wintersaison 2012/13 begann Kanis mit dem Training auf dem Zweierbob, hinter der Steuerfrau Esmé Kamphuis. Bei seinem ersten gemeinsamen Start belegte das Duo beim Weltcup-Rennen in Whistler Platz vier. Das Ziel von Willy Kanis war die Teilnahme an den Olympischen Winterspielen 2014 in Sotschi, aber sie konnte sich nicht qualifizieren. Anschließend beendete sie ihre sportliche Laufbahn.

## Privates und Berufliches
Nach dem Ende ihrer aktiven Radsportlaufbahn war Kanis als Physiotherapeutin des niederländischen Nationalteams tätig. Willy Kanis ist mit dem ehemaligen deutschen Bahnsprinter und niederländischen Nationaltrainer René Wolff liiert, der seit 2018 Sprint-Nationaltrainer in Neuseeland ist. Das Paar hat seit 2014 einen gemeinsamen Sohn.

## Erfolge

### Bahn
2006
- Weltcup in Moskau – Teamsprint (mit Yvonne Hijgenaar)
- Niederländische Meisterin – Sprint, Keirin, 500-Meter-Zeitfahren

2007
- Weltmeisterschaft – Teamsprint (mit Yvonne Hijgenaar)
- Weltcup in Los Angeles – Teamsprint (mit Yvonne Hijgenaar)
- Weltcup in Manchester – Teamsprint (mit Yvonne Hijgenaar)
- Weltcup in Sydney – Sprint, Teamsprint (mit Yvonne Hijgenaar)
- Weltcup in Peking – Sprint, Teamsprint (mit Yvonne Hijgenaar)
- Niederländische Meisterin – Sprint, Keirin

2008
- Weltcup in Los Angeles – Teamsprint (mit Yvonne Hijgenaar)
- Weltcup in Melbourne – 500-Meter-Zeitfahren, Teamsprint (mit Yvonne Hijgenaar)
- Niederländische Meisterin – Sprint, Keirin, 500-Meter-Zeitfahren

2009
- Weltmeisterschaft – Sprint
- Weltmeisterschaft – Keirin
- Weltcup in Peking – Teamsprint (mit Yvonne Hijgenaar)
- Niederländische Meisterin – Sprint, Keirin, 500-Meter-Zeitfahren

2010
- Weltcup in Peking – 500-Meter-Zeitfahren

2011
- Niederländische Meisterin – Keirin, 500-Meter-Zeitfahren

### BMX
2005
- Weltmeisterin

2006
- Weltmeisterin